# Campeonato do mundo de velocidade feminina
O Campeonato do mundo de velocidade feminina é o campeonato do mundo de velocidade individual organizado anualmente pelo UCI no marco dos Campeonato Mundial de Ciclismo em Pista.

## Histórico
Esta prova é a primeira prova feminina, ao mesmo tempo em que a perseguição, a estar integrada aos Campeonatos mundiais de ciclismo em pista em 1958. Em 1988 e em 1992, o campeonato do mundo tem sido substituído pela prova olímpica que atribui o título e a camisola arco-íris para um ano.

## Pódios dos campeonatos mundiais
| Evento | Ouro                                    | Prata                                   | Bronze                                  |
| ------ | --------------------------------------- | --------------------------------------- | --------------------------------------- |
| 1958   | Galina Ermolaeva (URS)                  | Valentina Maxímova (URS)                | Jean Dunn (GBR)                         |
| 1959   | Galina Ermolaeva (URS)                  | Valentina Maxímova (URS)                | Jean Dunn (GBR)                         |
| 1960   | Galina Ermolaeva (URS)                  | Valentina Panfilova (URS)               | Jean Dunn (GBR)                         |
| 1961   | Galina Ermolaeva (URS)                  | Valentina Panfilova (URS)               | Jean Dunn (GBR)                         |
| 1962   | Valentina Savina (URS)                  | Irina Kiritchenko (URS)                 | Jean Dunn (GBR)                         |
| 1963   | Galina Ermolaeva (URS)                  | Irina Kiritchenko (URS)                 | Valentina Savina (URS)                  |
| 1964   | Irina Kiritchenko (URS)                 | Galina Ermolaeva (URS)                  | Gisèle Caille (FRA)                     |
| 1965   | Valentina Savina (URS)                  | Galina Ermolaeva (URS)                  | Karin Stüwe (GDR)                       |
| 1966   | Irina Kiritchenko (URS)                 | Valentina Savina (URS)                  | Heidi Blobner (GDR)                     |
| 1967   | Valentina Savina (URS)                  | Irina Kiritchenko (URS)                 | Galina Ermolaeva (URS)                  |
| 1968   | Alla Baguiniantz (URS)                  | Irina Kiritchenko (URS)                 | Galina Ermolaeva (URS)                  |
| 1969   | Galina Tsariova (URS)                   | Galina Ermolaeva (URS)                  | Irina Kiritchenko (URS)                 |
| 1970   | Galina Tsariova (URS)                   | Galina Ermolaeva (URS)                  | Valentina Savina (URS)                  |
| 1971   | Galina Tsariova (URS)                   | Galina Ermolaeva (URS)                  | Iva Zajíčková (TCH)                     |
| 1972   | Galina Ermolaeva (URS)                  | Minie Brinkhoff (NED)                   | Sheila Young (USA)                      |
| 1973   | Sheila Young (USA)                      | Iva Zajíčková (TCH)                     | Galina Ermolaeva (URS)                  |
| 1974   | Tamara Piltsikova (URS)                 | Sue Novara (USA)                        | Galina Tsariova (URS)                   |
| 1975   | Sue Novara (USA)                        | Iva Zajíčková (TCH)                     | Sheila Young (USA)                      |
| 1976   | Sheila Young (USA)                      | Sue Novara (USA)                        | Iva Zajíčková (TCH)                     |
| 1977   | Galina Tsariova (URS)                   | Sue Novara (USA)                        | Iva Zajíčková (TCH)                     |
| 1978   | Galina Tsariova (URS)                   | Sue Novara (USA)                        | Iva Zajíčková (TCH)                     |
| 1979   | Galina Tsariova (URS)                   | Truus van der Plaat (NED)               | Sue Novara (USA)                        |
| 1980   | Sue Novara (USA)                        | Galina Tsariova (URS)                   | Claudia Lommatzsch (FRG)                |
| 1981   | Sheila Young (USA)                      | Claudine Vierstraete (BEL)              | Claudia Lommatzsch (FRG)                |
| 1982   | Connie Paraskevin (USA)                 | Sheila Young (USA)                      | Claudia Lommatzsch (FRG)                |
| 1983   | Connie Paraskevin (USA)                 | Claudia Lommatzsch (FRG)                | Isabelle Nicoloso (FRA)                 |
| 1984   | Connie Paraskevin (USA)                 | Erika Salumäe (URS)                     | Zhou Syuine (PRK)                       |
| 1985   | Isabelle Nicoloso (FRA)                 | Connie Paraskevin (USA)                 | Nathalia Krushelnitskaia (URS)          |
| 1986   | Christa Rothenburger (GDR)              | Erika Salumäe (URS)                     | Connie Paraskevin (USA)                 |
| 1987   | Erika Salumäe (URS)                     | Christa Rothenburger (GDR)              | Connie Paraskevin-Young (USA)           |
| 1988   | Prova substituída pelos Jogos Olímpicos | Prova substituída pelos Jogos Olímpicos | Prova substituída pelos Jogos Olímpicos |
| 1989   | Erika Salumäe (URS)                     | Galina Yeniujina (URS)                  | Isabelle Gautheron (FRA)                |
| 1990   | Connie Paraskevin-Young (USA)           | Renee Duprel (USA)                      | Rita Razmaitė (URS)                     |
| 1991   | Ingrid Haringa (NED)                    | Annett Neumann (GER)                    | Connie Paraskevin-Young (USA)           |
| 1992   | Prova substituída pelos Jogos Olímpicos | Prova substituída pelos Jogos Olímpicos | Prova substituída pelos Jogos Olímpicos |
| 1993   | Tanya Dubnicoff (CAN)                   | Ingrid Haringa (NED)                    | Nathalie Even (FRA)                     |
| 1994   | Galina Yeniujina (RUS)                  | Félicia Ballanger (FRA)                 | Oksana Grishina (RUS)                   |
| 1995   | Félicia Ballanger (FRA)                 | Olga Slioussareva (RUS)                 | Erika Salumäe (É)                       |
| 1996   | Félicia Ballanger (FRA)                 | Annett Neumann (GER)                    | Magali Faure (FRA)                      |
| 1997   | Félicia Ballanger (FRA)                 | Michelle Ferris (AUS)                   | Oksana Grishina (RUS)                   |
| 1998   | Félicia Ballanger (FRA)                 | Michelle Ferris (AUS)                   | Tanya Dubnicoff (CAN)                   |
| 1999   | Félicia Ballanger (FRA)                 | Michelle Ferris (AUS)                   | Tanya Dubnicoff (CAN)                   |
| 2000   | Natallia Tsylinskaya (BLR)              | Lori-Ann Muenzer (CAN)                  | Katrin Meinke (GER)                     |
| 2001   | Svetlana Grankovskaya (RUS)             | Tammy Thomas (USA)                      | Lori-Ann Muenzer (CAN)                  |
| 2002   | Natallia Tsylinskaya (BLR)              | Kerrie Meares (AUS)                     | Katrin Meinke (GER)                     |
| 2003   | Svetlana Grankovskaya (RUS)             | Natallia Tsylinskaya (BLR)              | Nancy Contreras (México MEX)            |
| 2004   | Svetlana Grankovskaya (RUS)             | Anna Meares (AUS)                       | Lori-Ann Muenzer (CAN)                  |
| 2005   | Victoria Pendleton (GBR)                | Tamilla Abassova (RUS)                  | Anna Meares (AUS)                       |
| 2006   | Natallia Tsylinskaya (BLR)              | Victoria Pendleton (GBR)                | Guo Shuang (CHN)                        |
| 2007   | Victoria Pendleton (GBR)                | Guo Shuang (CHN)                        | Anna Meares (AUS)                       |
| 2008   | Victoria Pendleton (GBR)                | Simona Krupeckaitė (LTU)                | Jennie Reed (USA)                       |
| 2009   | Victoria Pendleton (GBR)                | Willy Kanis (NED)                       | Simona Krupeckaitė (LTU)                |
| 2010   | Victoria Pendleton (GBR)                | Guo Shuang (CHN)                        | Simona Krupeckaitė (LTU)                |
| 2011   | Anna Meares (AUS)                       | Simona Krupeckaitė (LTU)                | Victoria Pendleton (GBR)                |
| 2012   | Victoria Pendleton (GBR)                | Simona Krupeckaitė (LTU)                | Anna Meares (AUS)                       |
| 2013   | Rebecca James (GBR)                     | Kristina Vogel (GER)                    | Lee Wai Sze (HKG)                       |
| 2014   | Kristina Vogel (GER)                    | Zhong Tianshi (CHN)                     | Lin Junhong (CHN)                       |
| 2015   | Kristina Vogel (GER)                    | Elis Ligtlee (NED)                      | Zhong Tianshi (CHN)                     |
| 2016   | Zhong Tianshi (CHN)                     | Lin Junhong (CHN)                       | Kristina Vogel (GER)                    |
| 2017   | Kristina Vogel (GER)                    | Stephanie Morton (AUS)                  | Lee Wai Sze (HKG)                       |
| 2018   | Kristina Vogel (GER)                    | Stephanie Morton (AUS)                  | Pauline Grabosch (GER)                  |
| 2019   | Lee Wai Sze (HKG)                       | Stephanie Morton (AUS)                  | Mathilde Gros (FRA)                     |
| 2020   | Emma Hinze (GER)                        | Anastasia Voinova (RUS)                 | Lee Wai Sze (HKG)                       |

## Balanço
| Faixa | Ciclista              | País            | Medalha de ouro, Copa do Mundo | Medalha de prata, Copa do Mundo | Medalha de bronze, Copa do Mundo | Total |
| ----- | --------------------- | --------------- | ------------------------------ | ------------------------------- | -------------------------------- | ----- |
| 1     | Galina Ermolaeva      | União Soviética | 6                              | 5                               | 3                                | 14    |
| 2     | Victoria Pendleton    | Reino Unido     | 6                              | 1                               | 1                                | 8     |
| 2     | Galina Tsariova       | União Soviética | 6                              | 1                               | 1                                | 8     |
| 4     | Félicia Ballanger     | França          | 5                              | 1                               | 0                                | 6     |
| 5     | Connie Paraskevin     | Estados Unidos  | 4                              | 1                               | 3                                | 8     |
| 6     | Kristina Vogel        | Alemanha        | 4                              | 1                               | 1                                | 6     |
| 7     | Sheila Young          | Estados Unidos  | 3                              | 1                               | 2                                | 6     |
| 8     | Valentina Savina      | União Soviética | 3                              | 1                               | 1                                | 5     |
| 9     | Natallia Tsylinskaya  | Bielorrússia    | 3                              | 1                               | 0                                | 4     |
| 10    | Svetlana Grankovskaya | Rússia          | 3                              | 0                               | 0                                | 3     |

| Faixa | País              | Medalha de ouro, Copa do Mundo | Medalha de prata, Copa do Mundo | Medalha de bronze, Copa do Mundo | Total |
| ----- | ----------------- | ------------------------------ | ------------------------------- | -------------------------------- | ----- |
| 1     | União Soviética   | 21                             | 18                              | 9                                | 48    |
| 2     | Estados Unidos    | 9                              | 8                               | 8                                | 25    |
| 3     | Reino Unido       | 7                              | 1                               | 6                                | 14    |
| 4     | França            | 6                              | 1                               | 6                                | 13    |
| 5     | Alemanha          | 5                              | 4                               | 7                                | 16    |
| 6     | Rússia            | 5                              | 4                               | 2                                | 11    |
| 7     | Bielorrússia      | 2                              | 0                               | 0                                | 2     |
| 8     | Austrália         | 1                              | 9                               | 3                                | 13    |
| 9     | China             | 1                              | 4                               | 3                                | 8     |
| 10    | Países Baixos     | 1                              | 4                               | 0                                | 5     |
| 11    | Canadá            | 1                              | 1                               | 5                                | 7     |
| 12    | Alemanha Oriental | 1                              | 1                               | 2                                | 4     |
| 13    | Hong Kong         | 1                              | 0                               | 3                                | 4     |
| 14    | Lituânia          | 0                              | 3                               | 2                                | 5     |
| 15    | Tchecoslováquia   | 0                              | 2                               | 4                                | 6     |
| 16    | Bélgica           | 0                              | 1                               | 0                                | 1     |
| 17    | Coreia do Norte   | 0                              | 0                               | 1                                | 1     |
| 18    | México            | 0                              | 0                               | 1                                | 1     |
| Total | Total             | 61                             | 61                              | 61                               | 183   |

### Artigos relacionados
- Campeonato do mundo de velocidade masculina
- Sprint (ciclismo de pista)